# Passo di Vallanta
Il passo di Vallanta (Col de Vallante in francese) è un valico alpino internazionale non carrozzabile  delle Alpi Cozie.

## Descrizione
Il colle unisce la Valle Varaita in Italia alla Valle del Guil in Francia, collegando il comune italiano di Pontechianale al comune francese di Ristolas. Si trova sullo spartiacque principale tra Italia e Francia, poco sotto la Punta Gastaldi, a una quota di 2811 m. Chiude a monte il Vallone di Vallanta.

## Accesso
Può essere raggiunto a piedi:
- da Castello, seguendo il sentiero U9 fino al rifugio Vallanta per proseguire sul sentiero U14 (circa 3.30 h)
- da Chianale, salendo al passo della Losetta con il sentiero U18 e da lì traversando verso il passo di Vallanta (circa 3.30 h)
- dal rifugio Viso in Francia (circa 1.30 h)
- dal rifugio Giacoletti (circa 2 h) o da Pian del Re (circa 3.30-4 h), attraverso il passo Giacoletti (itinerario con difficoltà di livello alpinistico)

Il valico si trova sul percorso classico del Giro di Viso. Da qui inoltre si accede in meno di mezz'ora all'attacco della via normale alla Punta Gastaldi (3214 m).